# Alchemilla kolaensis
Alchemilla kolaensis är en rosväxtart som beskrevs av Sergei Vasilievich Juzepczuk. Alchemilla kolaensis ingår i släktet daggkåpor, och familjen rosväxter. Inga underarter finns listade i Catalogue of Life.